# Desastre d'Ok Tedi
El desastre mediambiental de l’Ok Tedi va causar greus danys al medi ambient al llarg de 1.000 km (620 milles) dels rius Ok Tedi i Fly, a la província occidental de Papua Nova Guinea, des del 1984 fins al 2013, amb danys que encara persisteixen. Les vides de 50.000 persones s’han vist alterades per aquest desastre. Considerat un dels pitjors desastres mediambientals causats per l’ésser humà, és conseqüència de l’abocament d’uns dos mil milions de tones de residus miners no tractats a l’Ok Tedi procedents de la mina amb el mateix nom, una mina a cel obert situada a la província.
Aquesta contaminació minera, causada pel col·lapse del sistema de preses de residus (tailings dam) de l’Ok Tedi el 1984 i el consegüent pas a l’abocament fluvial (el vessament directe dels residus al riu) durant diverses dècades, va ser objecte d’una demanda col·lectiva interposada pels propietaris de terres locals contra Ok Tedi Mining i BHP Billiton.
Els vilatans situats aigües avall de l’Ok Tedi, dins del sistema del riu Fly —especialment al districte de Middle Fly i a les zones sud i central del districte de North Fly— consideren que l’impacte d’aquest desastre sobre la seva subsistència supera àmpliament els beneficis que han rebut per la presència de la mina a la seva regió.

## Impacte ambiental
L’any 1999, BHP va informar que durant més de deu anys s’havien abocat anualment al riu 90 milions de tones de residus miners, destruint pobles aigües avall, així com l’agricultura i la pesca. Els residus es van depositar al llarg de 1.000 km dels rius Ok Tedi i Fly, aigües avall de la seva confluència, cobrint una àrea de 100 km². El director executiu de BHP, Paul Anderson, va afirmar que la mina Ok Tedi “no és compatible amb els nostres valors mediambientals i l’empresa mai no s’hauria d’haver implicat en aquest projecte”.
L’any 2006, els operadors de la mina encara abocaven 80 milions de tones anuals de residus de flotació (tailings), material estèril i sediments procedents de l’erosió causada per l’activitat minera al sistema fluvial. Aproximadament 1.588 km² de bosc han mort o es troben en estat crític, i fins a 3.000 km² podrien acabar afectats, una superfície equivalent a l’estat nord-americà de Rhode Island o a l’illa danesa de Fyn.
Després de pluges intenses, els residus miners són arrossegats cap a la selva tropical, els aiguamolls i els rierols circumdants, deixant darrere seu 30 km² de bosc mort. Un espès llot gris procedent de la mina és visible a tot el sistema del riu Fly, tot i que els seus efectes aigües avall no són tan severs.  Els productes químics dels residus han matat o contaminat peixos, encara que la població dels pobles veïns continua consumint-ne. No obstant això, el recompte de peixos disminueix com més a prop s’està de la mina.
La quantitat massiva de residus d’origen miner abocada al riu va superar la seva capacitat de càrrega. Aquest abocament va provocar que el llit del riu s’elevés 10 metres, fent que un riu relativament profund i lent es tornés més poc profund i desenvolupés ràpids, alterant així les rutes de transport utilitzades pels pobles indígenes. Les inundacions, causades per l’elevació del llit del riu, van deixar una gruixuda capa de fang contaminat a la plana d’inundació, entre plantacions de taro, bananes i palma de sagú, que constitueixen els aliments bàsics de la dieta local. Aproximadament 1.300 km² van resultar afectats d’aquesta manera. La concentració de coure a l’aigua és aproximadament 30 vegades superior al nivell estàndard, però es manté per sota dels límits fixats per l’Organització Mundial de la Salut.
Els plans originals incloïen una Declaració d’Impacte Ambiental que exigia la construcció d’una presa de les deixies de la mineria (tailings dam). Aquesta havia de permetre que els metalls pesants i les partícules sòlides es deposessin abans d’alliberar l’aigua menys contaminada (high-water) al sistema fluvial, on els contaminants restants serien diluïts. L’any 1984, un terratrèmol va provocar l’ensorrament de la presa, que encara estava a mig construir. L’empresa va continuar les operacions sense la presa, inicialment perquè BHP argumentava que reconstruir-la seria massa car. Posteriorment, el govern de Papua Nova Guinea va decidir que la presa no era necessària, arran del tancament de la mina de Panguna.
La major part de les terres de Papua Nova Guinea es troben sota un sistema de títol nadiu, amb la propietat dividida entre molts petits clans, mentre que el govern central conserva el control sobre l’ús dels recursos que es troben sota terra. No hi ha cap instal·lació de retenció de residus a la mina, la qual cosa va permetre que tots els residus del processament del mineral, el material estèril i la sobrecoberta fossin abocats directament al riu Ok Tedi.

## Conseqüències
Durant la dècada de 1990, les comunitats de la regió baixa del riu Fly, incloent-hi el poble Yonggom, van demandar BHP i van rebre 28,6 milions de dòlars nord-americans en un acord extrajudicial, que va ser el resultat d’una gran campanya de relacions públiques contra l’empresa liderada per grups ecologistes. Com a part de l’acord, es va posar en marxa una operació (limitada) de dragatge i es van fer esforços per rehabilitar la zona al voltant de la mina. Tanmateix, la mina continua operativa i els residus continuen fluint al sistema fluvial. BHP va obtenir immunitat legal davant possibles danys futurs relacionats amb la mina.
La clausura de la mina Ok Tedi estava prevista per al 2013. No obstant això, el govern de Papua Nova Guinea va assumir-ne el control i, amb el suport de la comunitat local, la seva vida útil es va prorrogar.  Fins al tancament futur, dues terceres parts dels beneficis es destinaran a un fons a llarg termini perquè la mina pugui continuar contribuint a l’economia del país fins a mig segle després de la seva clausura. La resta es destina a programes de desenvolupament actuals a la zona local (província Occidental) i a Papua Nova Guinea en general.
Els experts preveuen que caldran 300 anys per netejar completament la contaminació tòxica.

## Ampliació de la vida útil de la mina i suport comunitari
L’any 2013, el govern de Papua Nova Guinea va confiscar el 100% de la propietat de la mina Ok Tedi i va derogar les lleis que permetien demandar la multinacional minera BHP Billiton pels danys mediambientals. BHP va expressar confiança, afirmant que disposava d’altres clàusules d’indemnitat que protegien els accionistes de possibles costos legals futurs.
Ok Tedi Mining va llançar el projecte OT2025, centrat a reconvertir el negoci en una operació més petita com a preparació per a l’ampliació de la vida útil de la mina.
El consens comunitari per ampliar l’activitat de la mina fins al 2025 va ser aprovat per les Comunitats Associades a la Mina —integrades per 156 pobles— mitjançant la signatura dels respectius Community Mine Continuation Extension Agreements per part dels representants comunitaris i d’OTML a finals de 2012 i començaments de 2013. La signatura d’aquests acords va permetre a l’empresa començar a planificar el projecte MLE al llarg del 2013.